# Edificio Legislativo de los Territorios del Noroeste
El Edificio Legislativo de los Territorios del Noroeste es un edificio de gobierno situado en la ciudad de Yellowknife, la capital de los Territorios del Noroeste (Canadá). Es la sede de la Asamblea Legislativa de los Territorios del Noroeste. El edificio más reciente de  más reciente se construyó en 1993 y comenzó a utilizarse en 1994. El Gobierno ha utilizado muchas instalaciones permanentes y temporales a lo largo de su historia.
El edificio actual tiene dos pisos de altura con dos pasillos redondos, el Gran Salón y el Salón del Caucus. Alberga además las oficinas del Portavoz, el primer ministro, el Consejo Ejecutivo, los Miembros Regulares y su personal de apoyo. Se encuentra en Yellowknife y tiene vistas al lago Frame. Fue diseñado por Ferguson Simek Clark / Pin Matthews (de Yellowknife) en asociación con Matsuzaki Wright Architects Inc. (de Vancouver) y la arquitecta paisajista Cornelia Oberlander. La estética de diseño consiste en la “reparación invisible” del daño causado al paisaje nativo.

## Historia

### Primeras sedes
El Consejo del Noroeste se instaló por primera vez en el edificio de la Casa de Gobierno Temprano en Fort Garry. El edificio fue la residencia oficial del vicegobernador de Manitoba. El edificio se utilizó hasta 1883 cuando el vicegobernador se mudó a un alojamiento más nuevo.

La casa fue construida originalmente para el gobierno provisional de Louis Riel.

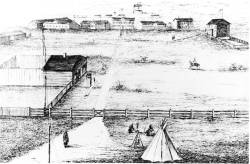
Boceto de Fort Livingstone hacia 1877. Los cuarteles del río Swan son visibles en la parte superior del centro del boceto.

El gobierno de los Territorios del Noroeste se trasladó a Fort Livingstone en 1876. Las sesiones legislativas se llevaron a cabo dentro del cuartel del río Swan, que operaba y albergaba a la Policía Montada del Noroeste. Los cuarteles fueron construidos dos años antes en 1874 y destruidos por un incendio forestal mucho después de que el gobierno se fuera en 1884. Además de servir al gobierno, el Cuartel sirvió como vivienda para 185 hombres y sus caballos. 

La Casa Battleford fue el primer edificio diseñado para la Asamblea Legislativa de los Territorios del Noroeste. Se utilizó para las sesiones de 1877 a 1883. El edificio también sirvió de residencia para el vicegobernador que debía presidir las sesiones de la asamblea y el consejo ejecutivo. El edificio fue destruido por un incendio en 2003.

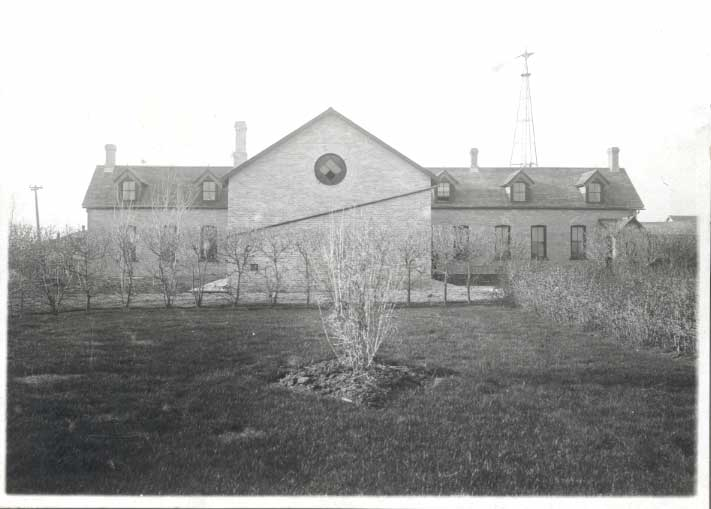
Edificio de la Administración Territorial, Dewdney Avenue, hacia 1915; cámara legislativa en primer plano

Los edificios del Gobierno Territorial en Regina, que datan de 1883, consistieron en el Edificio Legislativo, el Edificio de la Administración y la Oficina de la India y fueron diseñados por el arquitecto de Dominion, Thomas Fuller. El Edificio de Administración con techo abuhardillado permanece en pie. Después de que la Legislatura de los Territorios del Noroeste se trasladara a Ottawa en 1905, el edificio albergó la Asamblea Legislativa de Saskatchewan hasta 1910. En 1922 el edificio fue parcialmente destruido por un incendio; el gobierno de Saskatchewan reparó el edificio y lo arrendó al Ejército de Salvación hasta 1971. El edificio fue completamente restaurado y convertido en patrimonio en 1979.
Después de la disolución de la Asamblea Legislativa en 1905, el gobierno operó desde un edificio de oficinas en Sparks Street en Ottawa.

### Edificio de 1993

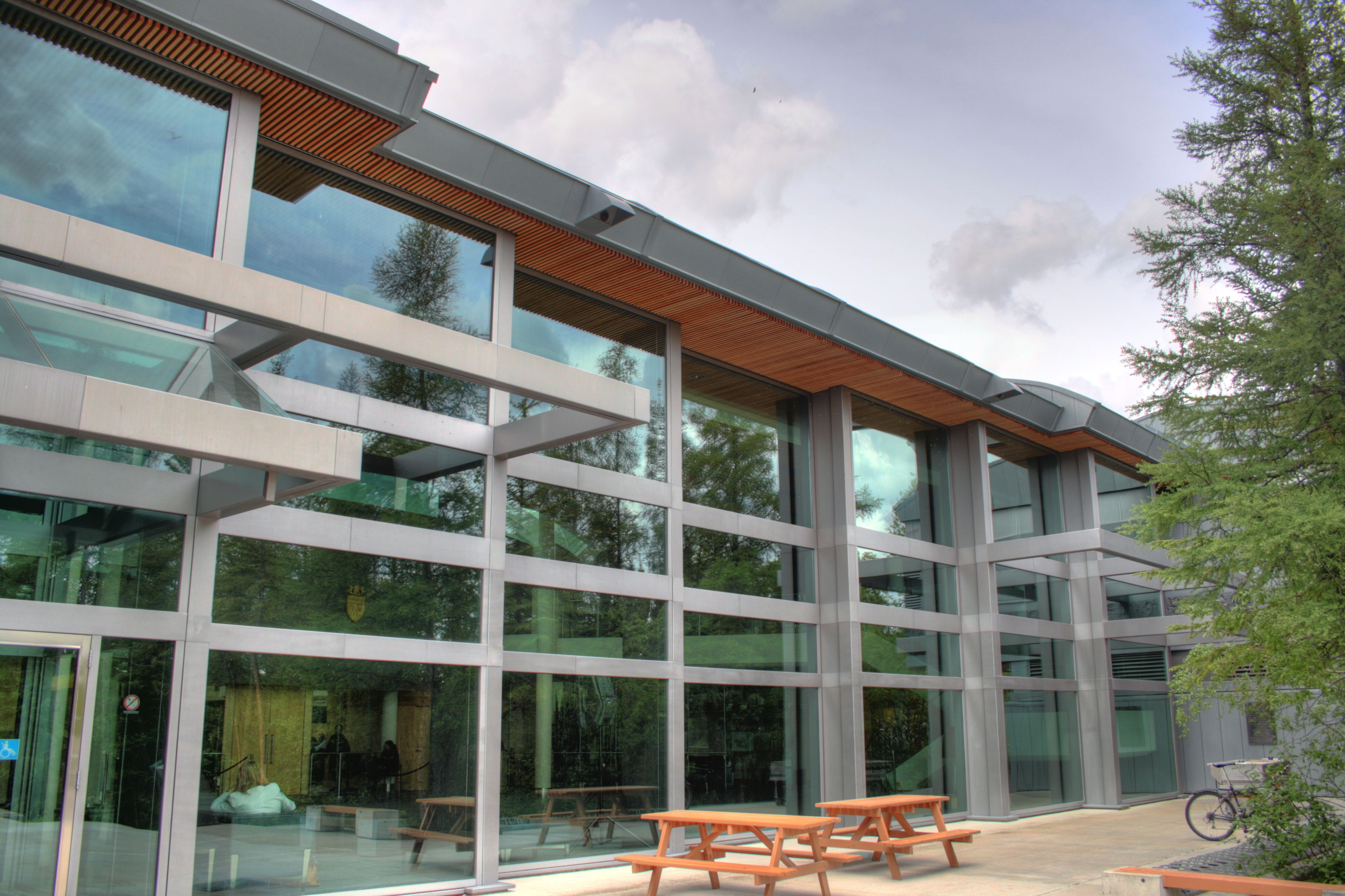
Entrada principal al edificio de la Asamblea Legislativa

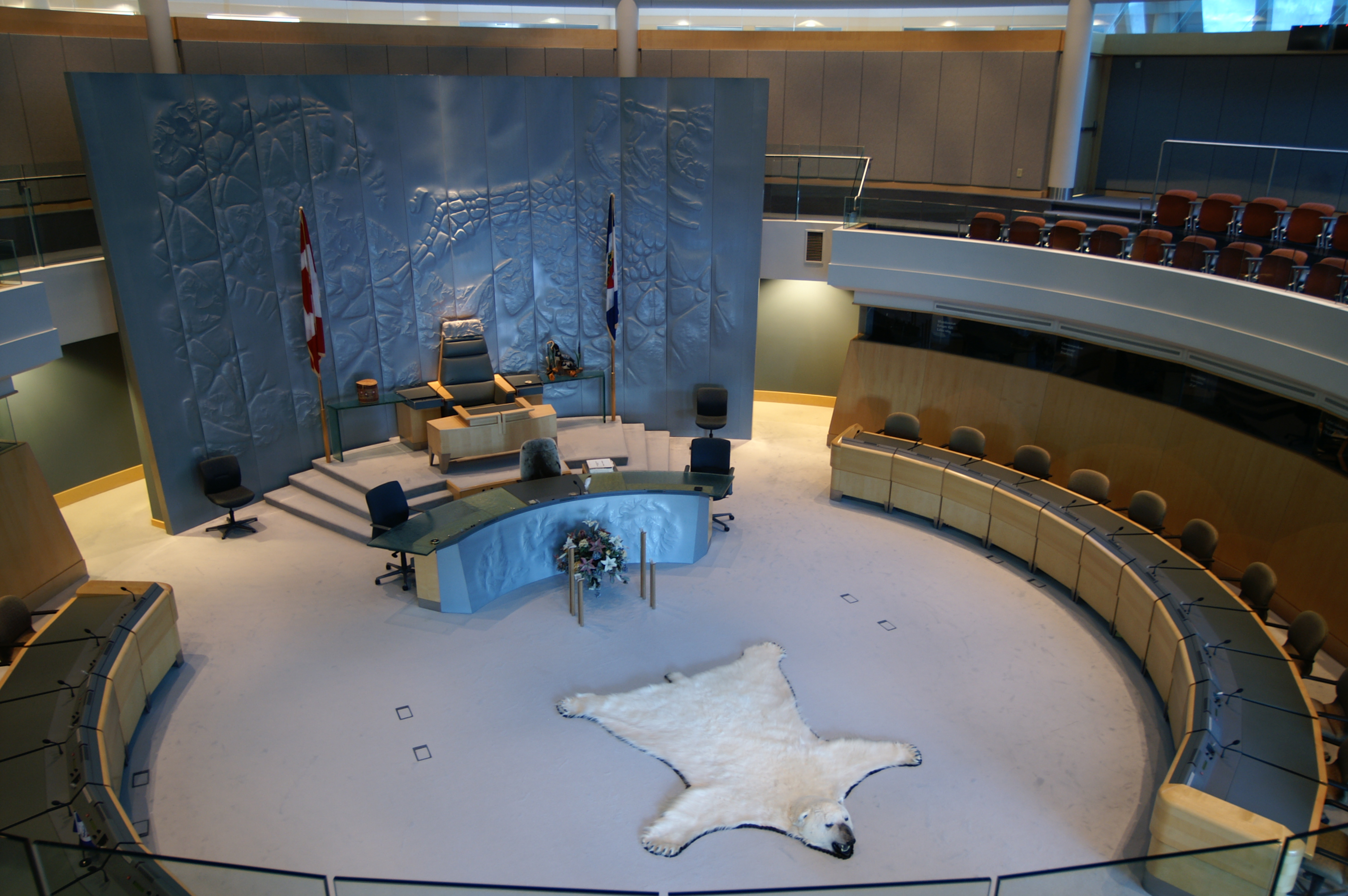
La Cámara

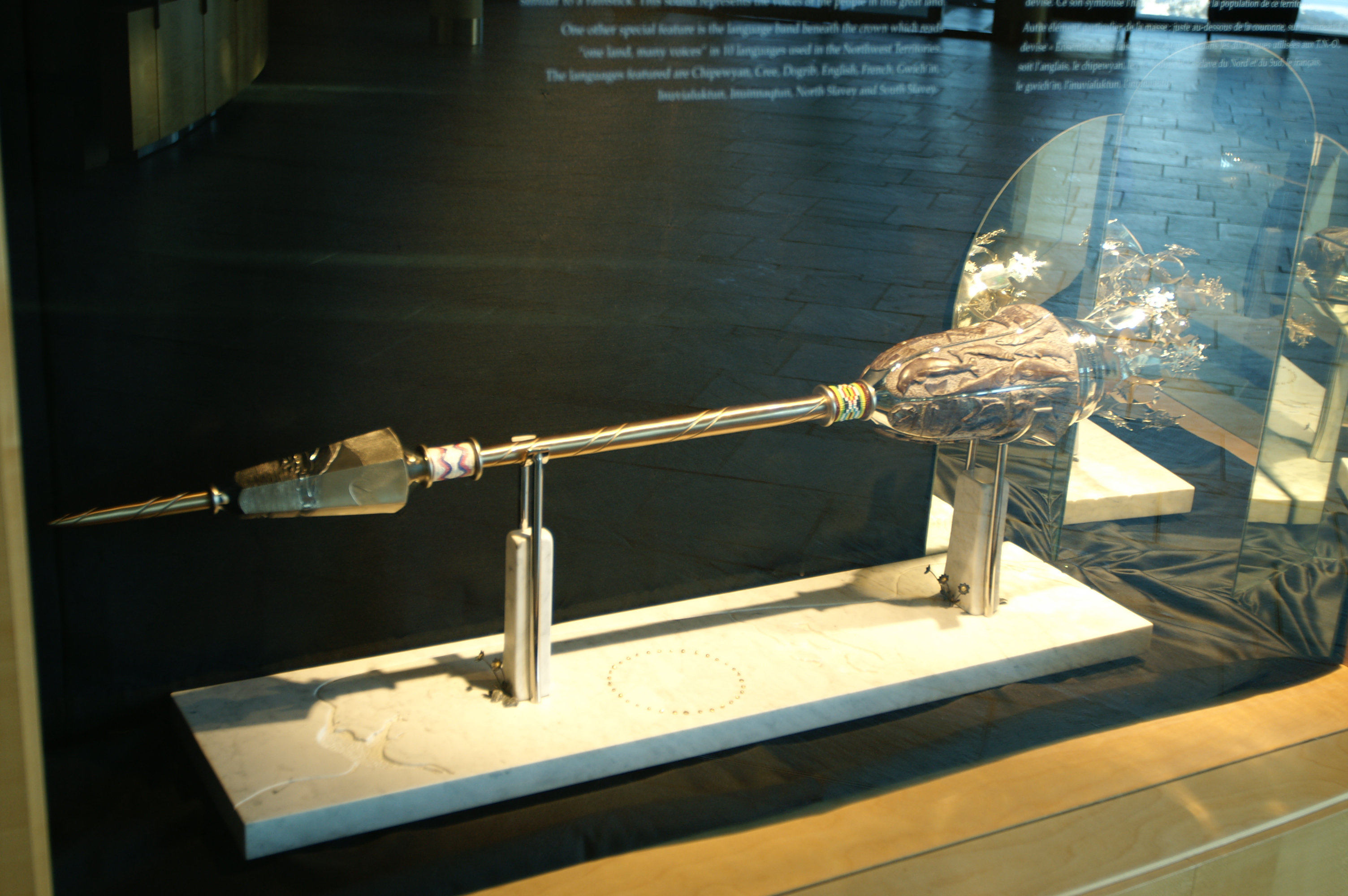
La maza de la Asamblea Legislativa

El nuevo edificio de la Asamblea Legislativa en Yellowknife se completó en 1993. Fue el primer edificio construido específicamente para las necesidades de la Asamblea desde el Edificio de Administración Territorial en Regina. El nuevo edificio fue diseñado con temas de las poblaciones nativas locales que habitan los territorios y fue diseñado para una vida útil de más de 100 años.
Fue diseñado por Ferguson Simek Clark / Pin Matthews (de Yellowknife) en asociación con Matsuzaki Wright Architects Inc. (de Vancouver) y la arquitecta paisajista Cornelia Oberlander. El equipo fue seleccionado para el proyecto después de un concurso de diseño. Los arquitectos optaron por construir el nuevo conjunto en el borde del lago, sobre la roca volcánica del Escudo Canadiense. Utilizaron el pantano del sitio como un espacio de transición entre el edificio y la ciudad.
Ubicado directamente en la orilla del lago, se encuentra entre afloramientos rocosos del Escudo Canadiense, una turbera natural y grandes extensiones de árboles existentes. Se utilizó un amplio uso de materiales naturales en todas partes, incluidos paneles de zinc, techo y paneles de arce y pisos de pizarra. El revestimiento exterior es de zinc, y se escogió porque es un material de importancia económica extraído en los Territorios del Noroeste.
El Gran Salón tiene ventanas de piso a techo que dan directamente a la explanada arbolada, lo que permite que el piso de pizarra natural parezca fusionar el interior con el exterior. Se prestó especial atención a maximizar la luz natural en todos los espacios principales y oficinas. La apertura de los paneles de ventilación en la oficina de cada miembro proporciona al usuario el control del aire fresco y un entorno adecuado para las personas que pueden no estar acostumbradas a pasar días en un edificio de oficinas con aire acondicionado.
La Cámara y la Sala del Caucus son circulares para apoyar el gobierno de estilo de consenso. Las cabinas de traducción rodean la cámara para que los traductores proporcionen traducción simultánea de los 11 idiomas oficiales de los territorios para todos los miembros. Warren Carther de Winnipeg y Angus Cockney de Yellowknife trabajaron en el friso de vidrio translúcido que difunde la luz natural que entra en la Cámara, dejando a los ocupantes conscientes de las cambiantes condiciones de luz del día en el exterior. Se invitó a artistas de todo el Territorios del Noroeste a presentar propuestas para trabajar en colaboración con los artesanos del vidrio y el zinc del sur. Letia Lewis de Yellowknife y John Farcey Jr. de Fort Providence fueron seleccionados para trabajar en la pared de zinc detrás de Speaker’s Chair.
La pared detrás del altavoz es de zinc labrado a mano que imita las formaciones rocosas cercanas. El soporte frente a la silla del Portavoz es para la maza parlamentaria que, además de indicar la autoridad de la Corona, incorpora colmillos de morsa de marfil y madera de los desafortunados barcos de la expedición perdida de Franklin de 1845.
La construcción se llevó a cabo utilizando un método de vía rápida para cumplir con los plazos críticos de construcción y apertura. Los principales materiales de construcción debían llevarse al norte de Yellowknife, incluso en ferry en verano y carreteras de hielo en invierno. Durante el deshielo de primavera y el congelamiento de otoño, ninguno de los dos fue accesible. Por lo tanto, la estructura de acero tuvo que erigirse durante el invierno, lo que significaba que casi no era posible soldar y la mayoría de las conexiones debían atornillarse.
El diseño conceptual de Oberlander fue integrar el edificio al paisaje con la menor intervención, debido a la ecología frágil del área, y preservar la belleza natural del paisaje. Usando esquejes y semillas tomadas del sitio, se creó una paleta de plantas que consiste exclusivamente en vegetación nativa existente.